# André de Montbard
André de Montbard (Montbard, 1103 körül – Jeruzsálem, 1156. január 16.) a templomos lovagrend 5. nagymestere, és az egyik alapító tagja.
Clairvaux-i Szent Bernát nagybátyja volt, és a burgundiai Montbard ősnemesi család tagja. Egyike volt annak a kilenc lovagnak, akik 1118 és 1120 között megalapították a templomos rendet. Hugo von Payens társaságában jelen volt az 1129-ben tartott troyes-i zsinaton, ahol a templomosokat hivatalosan is elismerték. A Szentföldön sénéchali, azaz a nagymester helyettese lett, ami a második legmagasabb tisztség volt a rendben. 
Everard des Barres nagymester visszavonulása után 1151–1152-ben André de Montbard szóba jött lehetséges utódként, de a szerzetes káptalan Bernard de Tramelay-t választotta meg, III. Balduin jeruzsálemi király oldalára állva anyja, a régensségre törekvő Melisenda királynő ellenében. Askelón bevétele (1153. augusztus 22,) után megválasztották a rend nagymesterévé, mivel Bernard de Tramelay elesett az ostromban.
Hivatalát egészen 1156. január 17-én bekövetkezett haláláig viselte. A nagymesteri rangban Bertrand de Blanchefort követte.

## Fordítás
- Ez a szócikk részben vagy egészben  az   André de Montbard című angol Wikipédia-szócikk ezen változatának fordításán alapul.  Az eredeti cikk szerkesztőit annak laptörténete sorolja fel. Ez a jelzés csupán a megfogalmazás eredetét és a szerzői jogokat jelzi, nem szolgál a cikkben szereplő információk forrásmegjelöléseként.
- Ez a szócikk részben vagy egészben  az   André de Montbard című német Wikipédia-szócikk ezen változatának fordításán alapul.  Az eredeti cikk szerkesztőit annak laptörténete sorolja fel. Ez a jelzés csupán a megfogalmazás eredetét és a szerzői jogokat jelzi, nem szolgál a cikkben szereplő információk forrásmegjelöléseként.